# Amblycerus flavidus
Amblycerus flavidus is een keversoort uit de familie bladkevers (Chrysomelidae). De wetenschappelijke naam van de soort werd in 1877 gepubliceerd door Louis Alexandre Auguste Chevrolat.